# Charles Tate Regan
Charles Tate Regan (1 tháng 2 năm 1878 – 12 tháng 1 năm 1943) là một nhà ngư học người Anh, được trao danh hiệu Thành viên Hội Hoàng gia (RFS) bởi Hội Hoàng gia Luân Đôn.

## Tiểu sử
Regan sinh tại Sherborne, Dorset vào tháng 2 năm 1878, có cha và mẹ đều là những nghệ sĩ âm nhạc chuyên nghiệp. Regan lớn lên được cho học tại trường phổ thông Derby, sang năm 1897 thì theo học Đại học Queens (thuộc Viện Đại học Cambridge).
Khi còn học ở trường Derby, Regan đã thể hiện tốt khả năng âm nhạc và thể thao của bản thân, và ông rất quan tâm đến mảng lịch sử tự nhiên, đặc biệt là hệ thực vật địa phương. L. J. Fuller, Thạc sĩ Khoa học tại Derby, là người rất ấn tượng bởi sự quan tâm đến khoa học của Regan. Fuller đã đề xuất công việc cho Regan tại Bảo tàng Lịch sử Tự nhiên Luân Đôn khi ông đang chờ được tuyển dụng tại South Kensington. Tại Cambridge, với tài thể thao của mình, Regan gia nhập vào hội bóng rugby và cầu thủ cricket, cũng là một vận động viên chạy nước rút và chạy vượt rào.
Năm 1901, sau khi rời Cambridge, Regan đảm nhận vị trí phụ tá trông coi bảo tàng. Ông trở thành thành viên của Hội Hoàng gia Luân Đôn vào năm 1917. Năm 1927, ông được thăng làm Giám đốc Bảo tàng Lịch sử Tự nhiên Luân Đôn.
Regan kết hôn với Elsie Marlow, sinh được 2 trai 2 gái.

## Các loài được đặt theo tên Regan
- Callionymus regani, một loài thuộc họ Cá đàn lia.
- Julidochromis regani, một loài thuộc họ Cá hoàng đế.